# Rolstoelfiets

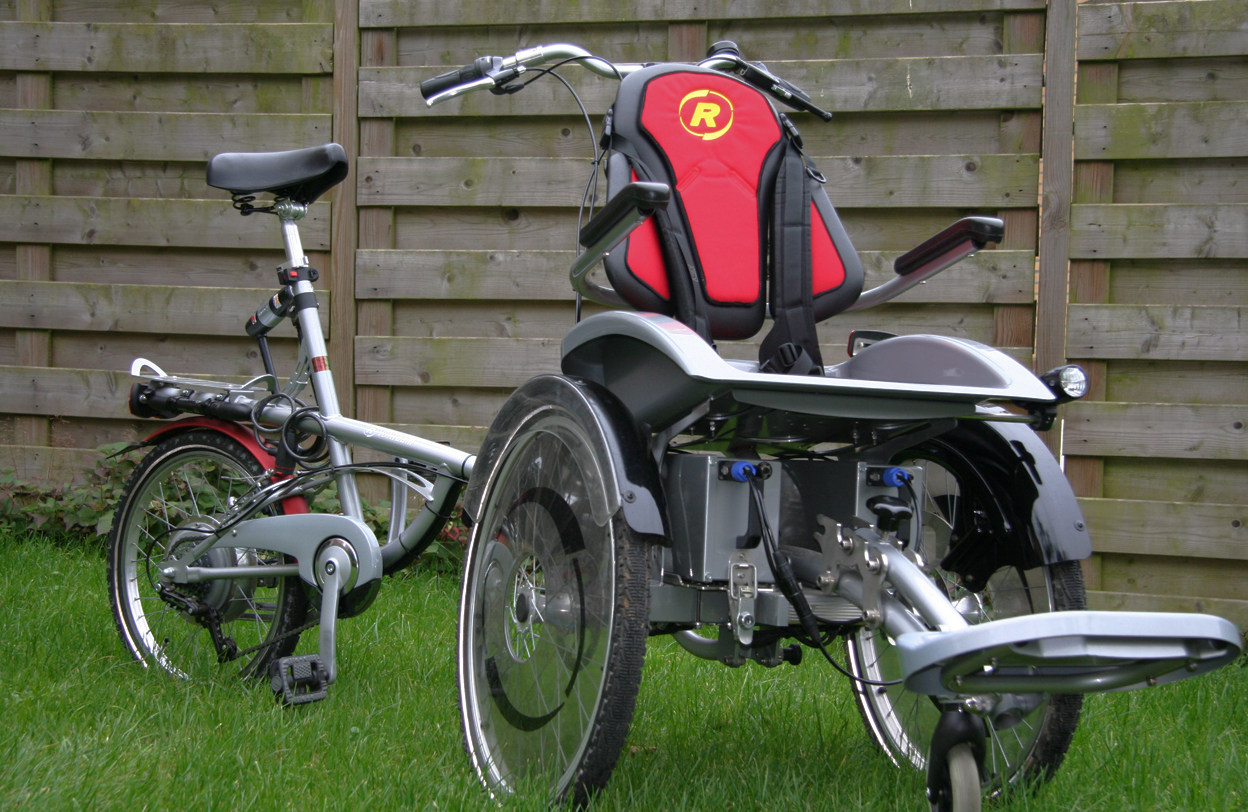
Rolstoelfiets

Een rolstoelfiets is een combinatie van een fiets en een rolstoel, bedoeld voor twee personen. Meestal zit de rolstoelgebruiker voorop. De andere persoon stuurt en fietst. Een handbike (ook wel 'tracker' genoemd) is een oplossing voor de rolstoelgebruiker zelf. Hoewel dit soms ook een 'rolstoelfiets' genoemd wordt, is het dat feitelijk niet.
Een rolstoelfiets is niet alleen een prima vervoermiddel voor iemand die in een rolstoel zit en niet zelfstandig kan fietsen met een handbike. Het geeft ook vrijheid aan personen die niet meer lange afstanden kunnen lopen. In plaats van steeds hetzelfde wandelingetje rondom de instelling of eigen huis kan er met een rolstoelfiets een stukje gefietst worden.

## Uitvoeringen

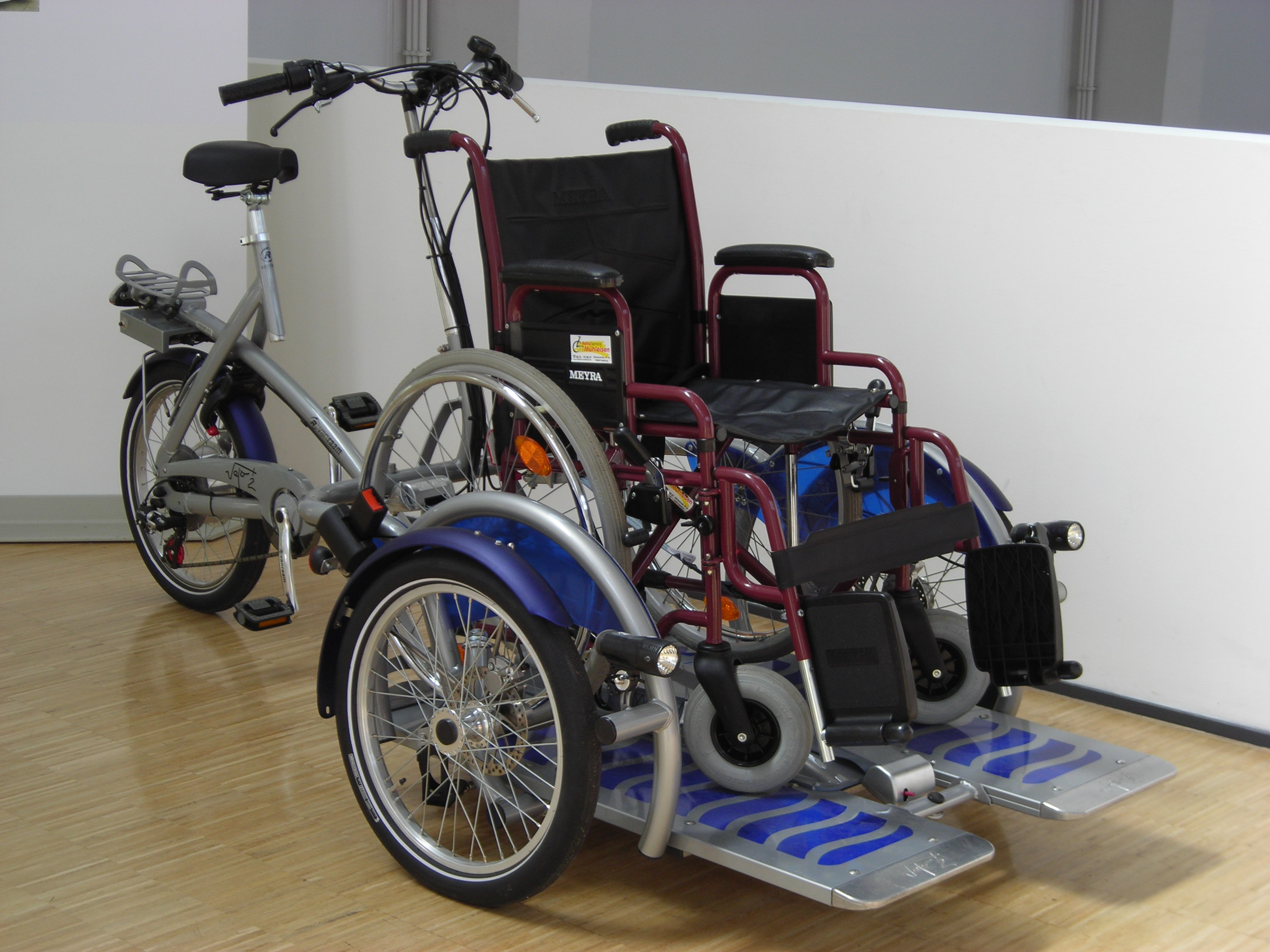
Rolstoeltransporter

Er bestaan twee uitvoeringen van de rolstoelfiets: 
- fietsdeel met (afkoppelbare) rolstoel.
- fietsdeel met plateau voor normale rolstoel, ook wel een rolstoeltransporter genoemd.

Dit tweede type de rolstoeltransporter kan gebruikt worden als de rolstoelgebruiker alleen in zijn/haar eigen rolstoel kan zitten, bijvoorbeeld door bijzondere aanpassingen, of om een persoon in een rolstoel makkelijk van A naar B te kunnen verplaatsen zonder dat die persoon zonder zijn eigen rolstoel komt te zitten en daardoor zich ter plaatse niet meer zelfstandig kan verplaatsen en de fietser terug naar A moet lopen met een halve fiets. De keuze voor een rolstoelfiets of een rolstoeltransporter hangt daarom sterk samen met gebruiksdoel en aard van handicap

## Trapondersteuning of elektrische aandrijving
Vrijwel alle fabrikanten leveren hun modellen ook met trapondersteuning of elektrische aandrijving. Bij trapondersteuning geeft een motortje op accu's extra snelheid zolang de gebruiker trapt. Bij een elektrische aandrijving is meetrappen niet nodig.
Sinds 1 januari 2007 is het in Nederland, als gevolg van een speciale ontheffing op de Wet Aansprakelijkheidsverzekering Motorrijtuigen, niet langer verplicht om een aparte WA-verzekering af te sluiten voor de modellen met trapondersteuning. Aangezien de meeste particuliere aansprakelijkheidsverzekeringen geen dekking bieden voor fietsen met trapondersteuning is het vaak toch noodzakelijk een speciale verzekering af te sluiten.

## Kosten en vergoedingen

### Nederland
Een rolstoelfiets is zeer duur, prijzen lopen van € 3000,- voor een kaal model tot € 7000,- voor een model met motor. 
De meeste gemeenten zijn zeer terughoudend met het vergoeden van deze kosten aan een particulier op grond van de WMO. Ze beroepen zich erop dat vervoersvoorziening (in dit geval de fiets) de meest efficiënte en goedkope oplossing moet zijn. Dat het voor de cliënt prettiger is om gefietst te worden dan in een busje te moeten zitten, is voor de gemeente geen argument. Wie er dus voor recreatieve doeleinden op uit wil met een rolstoelfiets, maakt een geringe kans op vergoeding. Vrijwel alle verstrekkingen hebben betrekking op het gebruik voor opgroeiende kinderen.
Meer kans maakt een verzoek door de verpleeginstelling op grond van de AWBZ. Zij kunnen een rolstoelfiets voor collectief gebruik aanvragen. Afgezien van de aanschafprijs moet de instelling wel rekening houden met eventuele kosten voor verzekering en onderhoud.